# 江戸家猫八 (初代)
初代 江戸家 猫八（えどや ねこはち、1868年4月25日（慶応4年4月3日） - 1932年（昭和7年）4月6日）は、物真似師。栃木県出身。本名∶岡田 信吉。兄は日本画家の岡田梅村。

## 経歴
初めは歌舞伎役者の三代目片岡市蔵の門で坂東かつらから片岡市之助といい女形を演じていた。1898年頃に鉛毒で手が不自由となり役者を断念し廃業。
1905年3月、三遊睦会の事務所に赴き寄席の出演を懇願し上席から二代目三遊亭小圓朝門下の落語家となり、半馬と名乗った、初高座は両国立花。それもまもなく廃業し、明治の末から富岡八幡宮を中心に神社の境内などで飴を売りながら鳥獣の物真似をし、人気を博していた。そこを、柳派の五厘(事務員)をやっていた二代目春風亭大与枝に見出され、三代目柳家小さんがその芸を惜しんで内輪にした。ただし「柳家」の屋号を名乗ることは周囲の反発が強かったため、二代目春風亭大与枝の故郷の上州舘林で講談に登場する「江戸家虎五郎」という侠客と、かつて実在した物真似芸人の名「猫八」から、「江戸家猫八」の名前を二代目春風亭大与枝が命名し、寄席に復帰。
巡業先の群馬県高崎市で急死。65歳であったという。墓所は雑司ヶ谷霊園。

## 芸風
独特の毒舌芸や駄洒落問答などで、独演会を開くほどの人気を博した。SPレコードは30枚近く残されている。

## 弟子
- 二代目江戸家猫八 - 二代目春風亭大与枝の子息。初代猫八の六男はその華声から芸を受け継ぎ、1950年に三代目猫八を襲名した。